# Menno Meyjes
Menno Meyjes (Eindhoven, 26 maggio 1954) è un regista e sceneggiatore olandese con cittadinanza statunitense, candidato all'Oscar per la sceneggiatura del film Il colore viola.

## Biografia
Trasferitosi negli Stati Uniti nel 1972, studia presso il The Art Institute of California - San Francisco. Nel corso della sua carriera viene nominato ad importanti premi per le sue sceneggiature, nel 1985 viene candidato all'Oscar per la migliore sceneggiatura non originale de Il colore viola di Steven Spielberg, basato su un romanzo di Alice Walker.
Per Spielberg lavora nuovamente ne L'impero del sole e Indiana Jones e l'ultima crociata, nel 1989 vince un Goya Awards per la sceneggiatura del film La scimmia è impazzita, mentre nel 2002 debutta alla regia con il film Max, nel 2007 dirige Martian Child, entrambi i film hanno come protagonista John Cusack.
Sempre nel 2007 dirige un film biografico sulla vita del famoso torero Manolete, interpretato da Adrien Brody.
Nel 2013 dirige Het Diner, il cui soggetto è tratto dall'omonimo libro di Herman Koch.

## Filmografia

### Sceneggiatore

#### Cinema
- Il colore viola (The Color Purple), regia di Steven Spielberg (1985)
- Cuor di leone (Lionheart), regia di Franklin J. Schaffner (1987)
- L'impero del sole (Empire of the Sun), regia di Steven Spielberg (1987)
- Indiana Jones e l'ultima crociata (Indiana Jones and the Last Crusade), regia di Steven Spielberg (1989)
- La scimmia è impazzita (El sueño del mono loco), regia di Fernando Trueba (1989)
- Verdetto finale (Ricochet), regia di Russell Mulcahy (1991)
- Foreign Student, regia di Eva Sereny (1994)
- Attacco al potere (The Siege), regia di Edward Zwick (1998)
- Il principe del deserto (Black Gold), regia di Jean-Jacques Annaud (2011)

#### Televisione
- Storie incredibili (Amazing Stories) - serie TV, episodio 1x05 (1985)

### Regista e sceneggiatore
- Max (2002)
- Manolete (2007)
- Het Diner (2013)
- De reünie (2015)
- De Held (2016)

### Regista
- Martian Child - Un bambino da amare (Martian Child) (2007)